# Kozłowo (Sorkwity)
Pour les articles homonymes, voir Kozłowo.
Kozłowo est un village de Pologne, situé dans le gmina de Sorkwity, dans le powiat de Mrągowo, dans la voïvodie de Varmie-Mazurie.

## Source
- (en) Cet article est partiellement ou en totalité issu de l’article de Wikipédia en anglais intitulé « Kozłowo, Mrągowo County » (voir la liste des auteurs).